# Annamanum albisparsum
Annamanum albisparsum là một loài bọ cánh cứng trong họ Cerambycidae.